# Ka-Ha-Si
Dans la mythologie inuit, Ka-Ha-Si est un garçon inuit fainéant qui fut rejeté par sa tribu parce qu'il n'arrêtait jamais de dormir. Dans un rêve, un plongeon lui parla et lui dit qu'il devait sauver sa tribu d'une famine due au fait que les chasseurs n'étaient pas capables de trouver du gibier. Ka-Ha-Si dupa un groupe de morses et ils s'entretuèrent, mais sa gloire pour avoir sauvé la tribu s'évapora rapidement et il fut, une nouvelle fois, provoqué en raison de sa paresse. Le même rêve se reproduisit et Ka-Ha-Si combattit le jour suivant un géant qui avait battu tous les hommes de la tribu à la lutte. Ka-Ha-Si finit par atteindre un âge avancé et devenir un chaman très respecté.